# Domenicus Morelli
Domenicus Morelli (* um 1627 in Riva San Vitale; † 21. Februar 1662 in Kaisersteinbruch, Ungarn, jetzt Burgenland) war ein Schweizer Steinmetzmeister und Bildhauer des Barock. Der kaiserliche Steinbruch am Leithaberg war für schweizerisch-italienische Baufachleute im Heiligen Römischen Reich ein zentraler Treffpunkt.

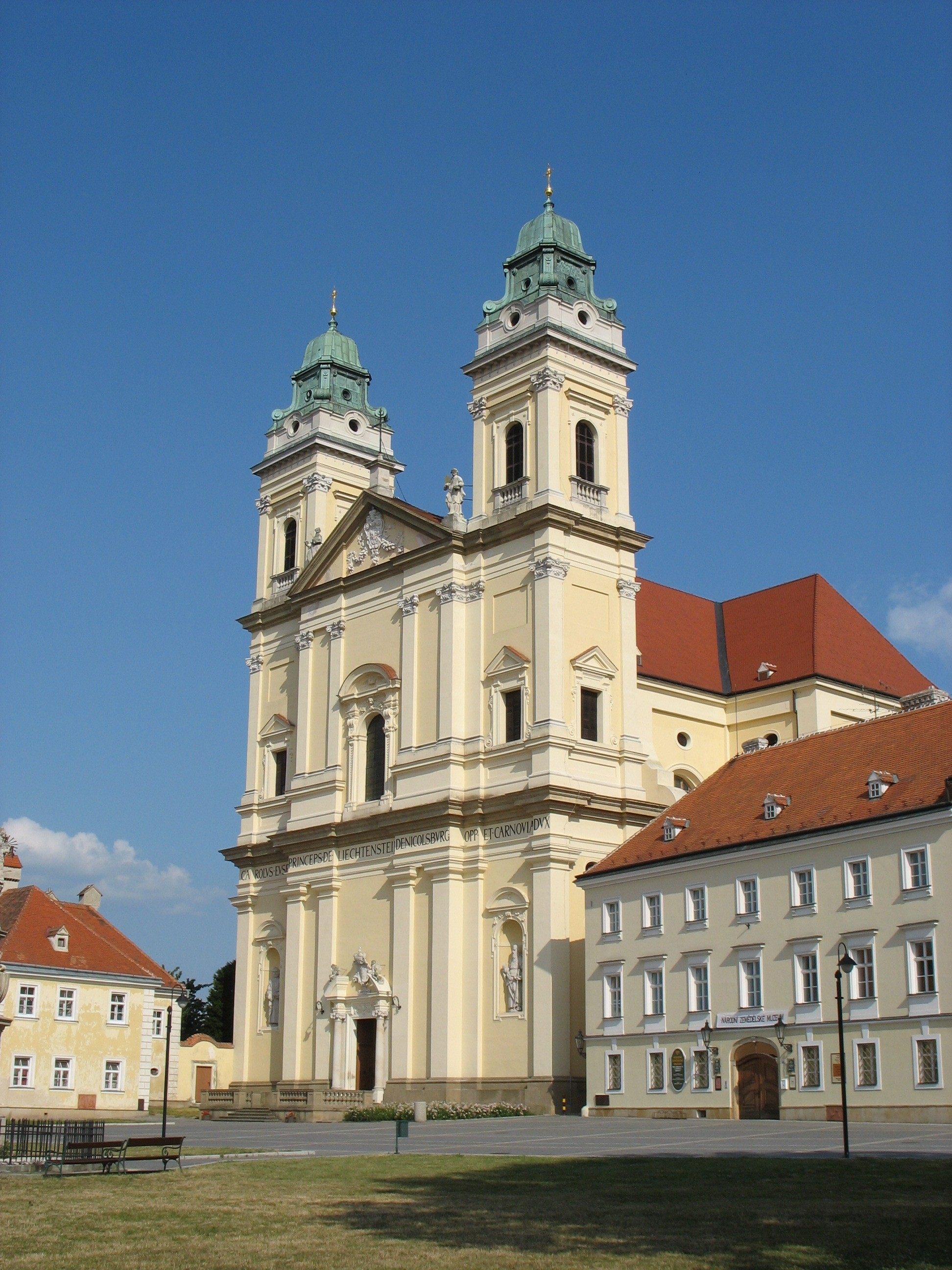
Kirche zu Feldsberg, damals Niederösterreich, jetzt Tschechien

## Leben und Wirken
Der Lehrling Domenicus wurde 1645 vom Kaisersteinbrucher Meister Ambrosius Regondi zum Gesellen freigesprochen und wurde Bruder. Sein weiterer Weg führte ihn zum kaiserlichen Hofbildhauer Pietro Maino Maderno, der für den Fürsten Karl Eusebius von Liechtenstein im Schloss Feldsberg tätig war.
Am 18. April 1654, ein Jahr nach Madernos Tod, beauftragte Fürst Karl Eusebius von Liechtenstein Morelli, in der Kirche zu Feldsberg

«sieben Altäre mit weissen, rotten unnd schwarzen Marmorstain, wie auch hernacher bei jedem Altar die Palaustraten von rott und schwarzen Marmor vermög des Tencala Abriss’’ anzufertigen, das Pflaster (205 1⁄2 Klafter) von rotem und weissem Marmor herzustellen, weiter ein Tor und zehn Türen und auszubessern, was beim Einsturz der Kuppel beschädigt worden war. Die Steine und den Transport versprach der Fürst selbst zu bezahlen und dem Morelli 1600 Gulden für seine Arbeiten zu geben.»

6. Januar 1656:

«… mehr denen Steinmetzen Domenicus Morelli und Giovanni Pietro Salvi, von anno 1654 bis 6. Jan. 1656 in abschlag ihrer Arbeith geben 875 Gulden.»

1657 wurde dem an der Feldsberger Pfarrkirche arbeitenden Steinmetzmeister Domenico Morelli mitgeteilt:

«weil der Fürst ‚anjeczo wegen anderen grossen Ausgaben die Handtwerksleütt mit Geld nicht befördern können, also wie I(hre) f(ürstl.) G(naden) es ihme schon vormals anbefohlen, er die Arbeit bleiben lassen und weiter nichts arbeiten sole‘. Man werde ıhn schon wieder rufen.»

23. April 1658:

«Zahlung an Handwerker, … dem Domenico Morelli, Steinmetz 100 fl.»

Er bat im Oktober 1660 den Fürsten,

«über den Winter nach Italien zu den Seinen reisen zu dürfen, die er seit acht Jahren nicht gesehen und von denen er gar keine Nachrichten habe. Hier sei er unnütz, schrieb er, die Steinmetzarbeiten habe er ‚biss zu Brechung der Marmelstein bei Lilienfeldt vor dem Hohen Altar geendet und verferdtiget‘; in den Fasten wolle er wiederkommen und seinen Sohn mitbringen, damit der bei ihm lerne.»

Die Reise wurde Morelli nicht bewilligt. Abschliessend wurden ihm für seine Kirchenarbeit 2'090 fl zuerkannt, dabei erhielt er zwanzig fl zu viel, das musste offenbleiben, da er

«im kaiserlichen Steinbruch, unweit Wien […] unverhoff Todes verfahren [am 21. Februar 1662].»

## Archivalien
- Stift Heiligenkreuz Archiv: Matriken, Register.